# Klepton
Gynoklepton, Synklepton, Tychoklepton, Zygoklepton

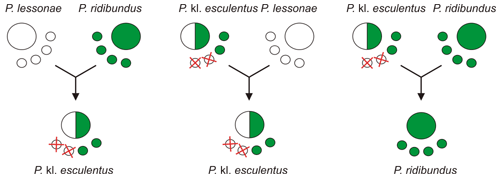
Hybridation (et hybridogenèse) typique entre les grenouilles vertes Pelophylax lessonae, Pelophylax ridibundus et Pelophylax kl. esculentus, (P. lessonae × P. ridibundus) dans le système de population hybridogénétique indigène LE (lessonae-esculentus) envahi en plus par P. ridibundus.

En biologie, un klepton (abrégé « kl. ») et un synklepton (abrégé « sk. ») sont des espèces ayant besoin de l'apport d'un autre taxon (normalement une espèce étroitement apparentée à l'espèce kleptonique) pour achever leur cycle de reproduction. Les zygokleptons se reproduisent par zygogenèse, les gynokleptons par gynogenèse, et les tychokleptons par une combinaison de ces deux systèmes.
La reproduction kleptogénique donne lieu à trois résultats potentiels :
- une femelle unisexuée peut simplement activer la division cellulaire dans l'ovule grâce à la présence du sperme d'un mâle, sans incorporer aucun de ses éléments génétiques, ce qui entraîne la production d'une progéniture clonale ;
- la femelle peut également incorporer le sperme du mâle dans son ovule, mais sans exciser son matériel génétique. Il en résulte une augmentation des niveaux de ploïdie, de triploïde à pentaploïde chez les individus sauvages ;
- la femelle peut aussi remplacer une partie de son matériel génétique par celui du mâle, ce qui donne une sorte d'« hybride » sans augmentation de la ploïdie.

## Étymologie
Le terme est dérivé du grec κλέπτ(ης) / klépt(ēs), « voleur » + -on, après taxon, ou kleptein, « voler ». Un klepton « vole » un exemplaire d'une autre espèce afin de se reproduire. Le motif du voleur est très proche du comportement de certains reptiles.

## Exemples

### Salamandres
Dans la nature, cinq espèces de salamandres du genre Ambystoma contribuent à un complexe unisexué qui se reproduit par une combinaison de gynogenèse et de kleptogenèse : A. tigrinum, A. barbouri, A. texanum, A. jeffersonianum et A. laterale. Plus de vingt combinaisons génomiques ont été recensées, allant des individus LLJ (deux génomes d'A. laterale et un génome d'A. jeffersonium) aux individus LJTi (un génome d'A. laterale, d'A. jeffersonium et d'A. tigrinum). Chaque combinaison contient cependant l'information génétique de l'espèce A. laterale, et l'analyse de l'ADN mitochondrial a indiqué que ces espèces unisexuées ont très probablement divergé d'un individu A. barbouri il y a environ cinq millions d'années, ce qui en fait les plus anciennes espèces de vertébrés unisexuées connues.
Il est remarquable que ces salamandres aient persisté aussi longtemps, car cela contredit la notion selon laquelle une majorité de lignées asexuées apparaissent lorsque les conditions sont favorables et disparaissent rapidement. Cette persistance serait en grande partie due à la stratégie susmentionnée de remplacement du génome qui accompagne la reproduction kleptogénique : le remplacement d'une partie du génome maternel par de l'ADN paternel dans la progéniture permet aux individus unisexués de « rafraîchir » leur matériel génétique au fil du temps. Cette facette de la kleptogenèse a été confirmée par des recherches génétiques qui indiquent qu'il n'existe pas de génome ancestral d'A. laterale qui se maintienne d'un unisexué à l'autre, et qu'il n'y a pas de génome L spécifique trouvé plus souvent que d'autres. Le matériel génétique L retrouvé chez ces salamandres n'a pas non plus évolué pour être substantiellement unique par rapport aux génomes sexuels.
En 2007, Bogart et al. ont constaté qu'au sein d'une population les individus unisexués et sexués sont capables de coexister, que la composition génétique des unisexués est très variable et que les individus unisexuels partagent des allèles avec les individus sexués.

Cinq espèces de salamandres Ambystoma se reproduisant par une combinaison de gynogénèse et de kleptogénèse.
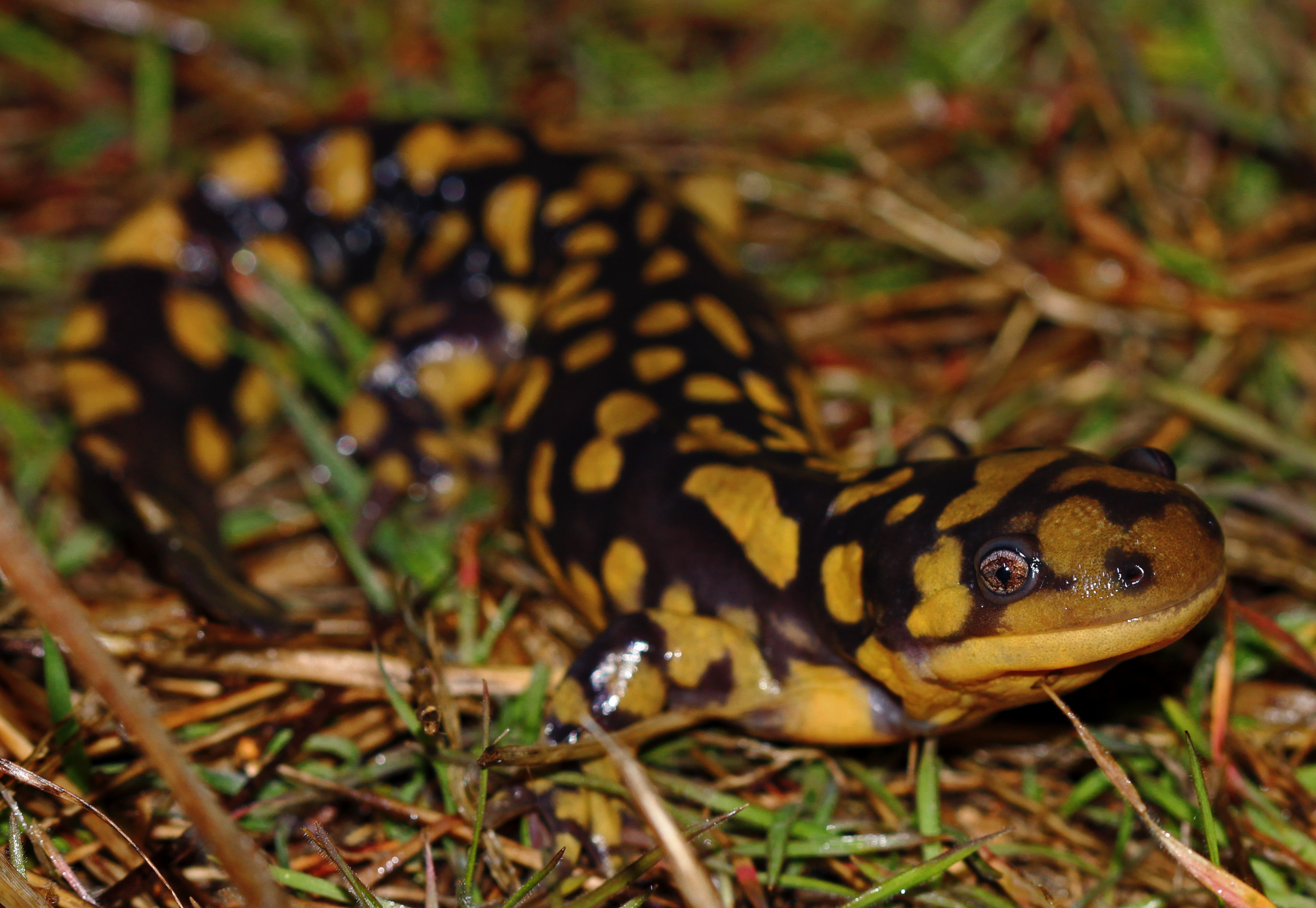
A. tigrinum.
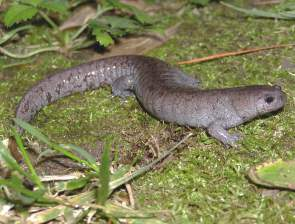
A. barbouri.
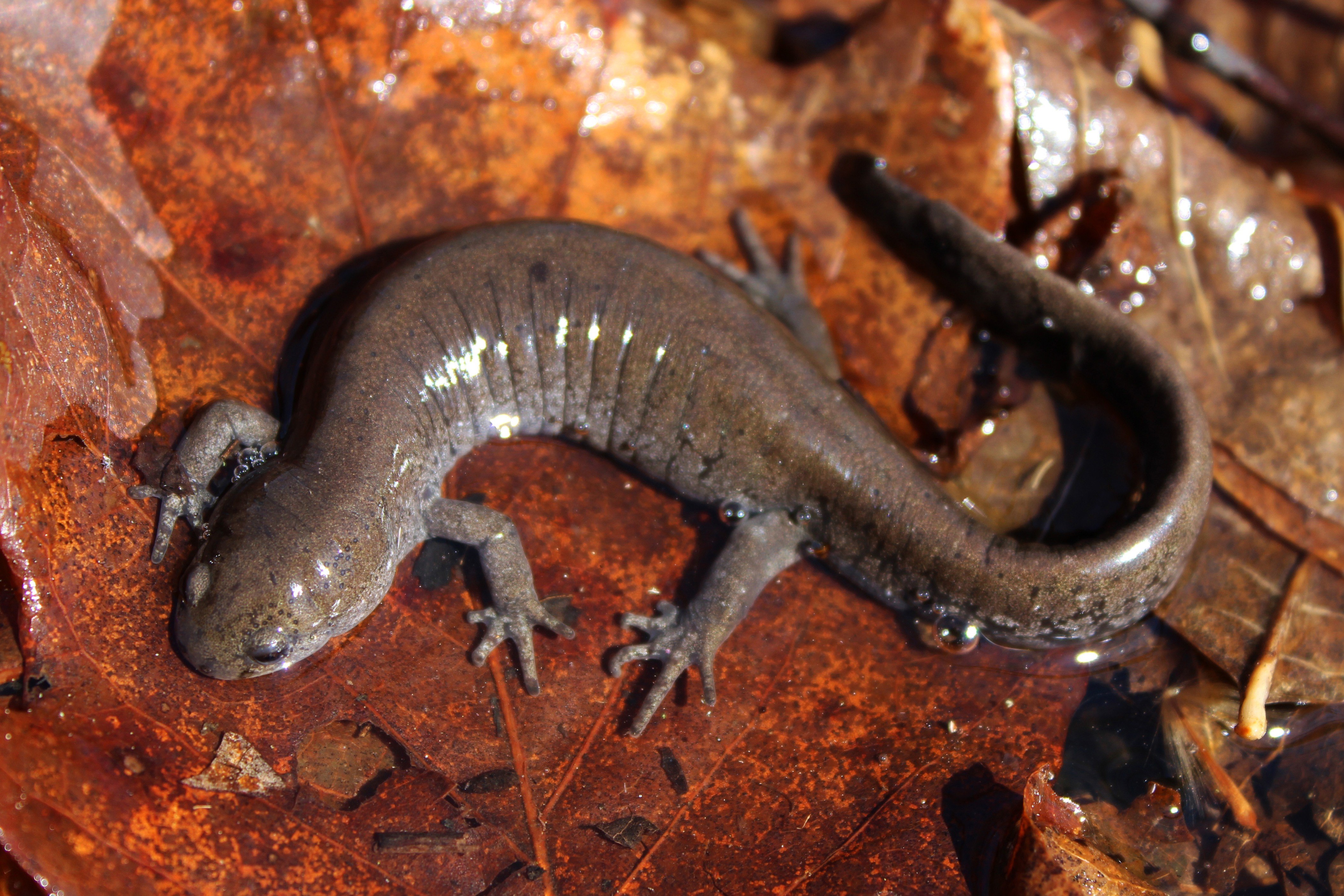
A. texanum.
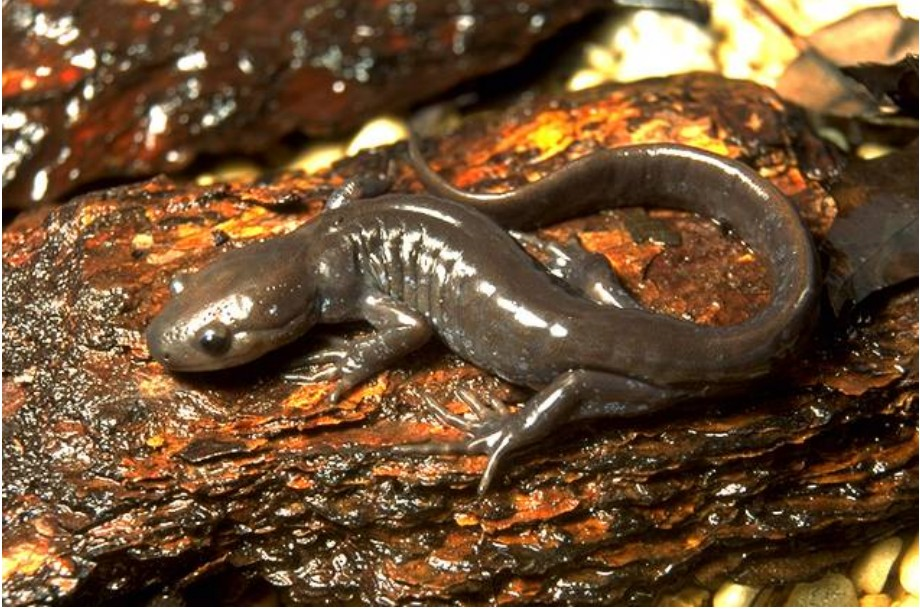
A. jeffersonianum.
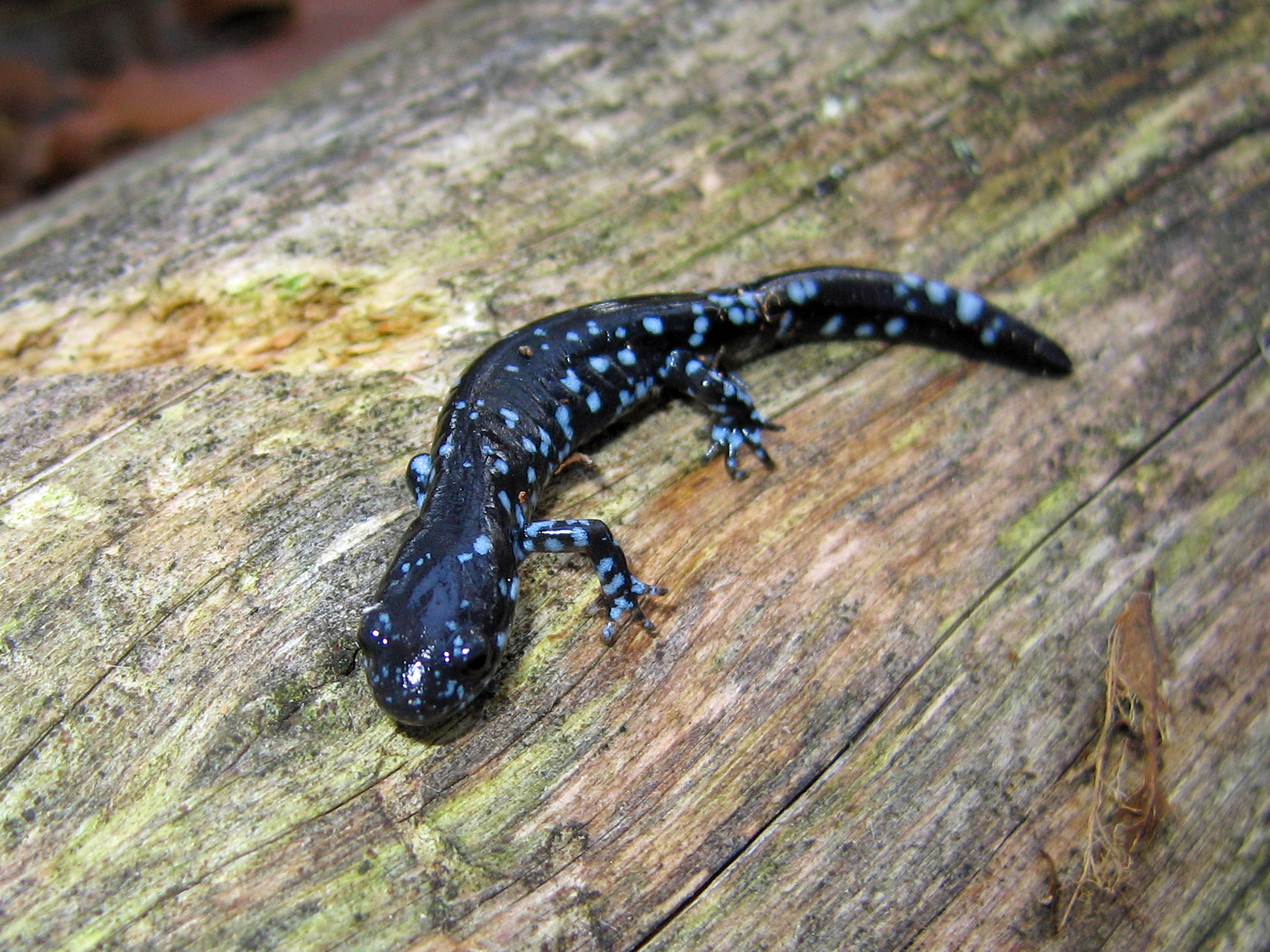
A. laterale.

### Grenouilles
Parmi les autres espèces présentant cette propriété figurent les grenouilles européennes du genre Pelophylax.

Trois kleptons européens du genre Pelophylax.
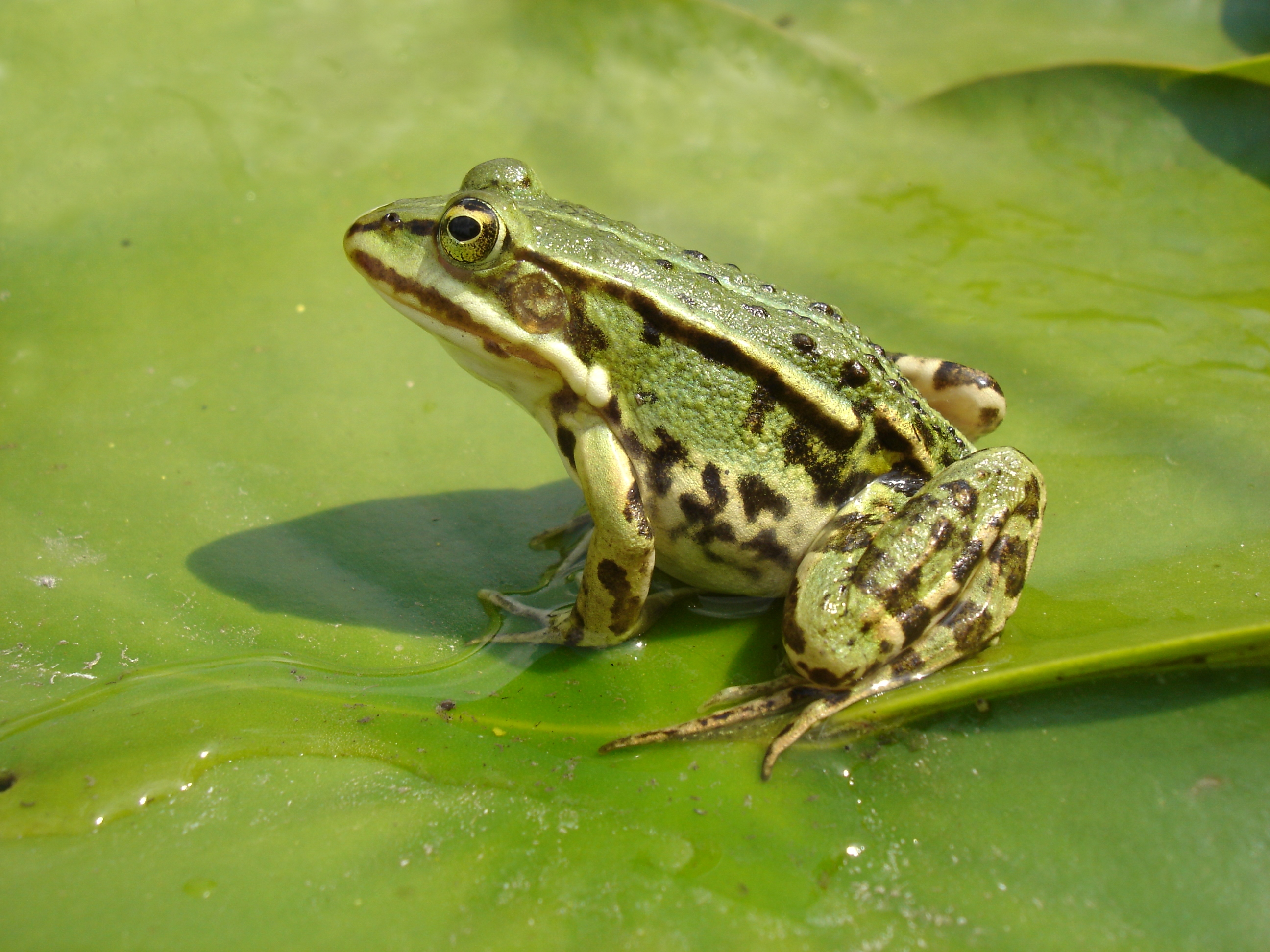
Pelophylax kl. esculentus (P. lessonae × P. ridibundus).
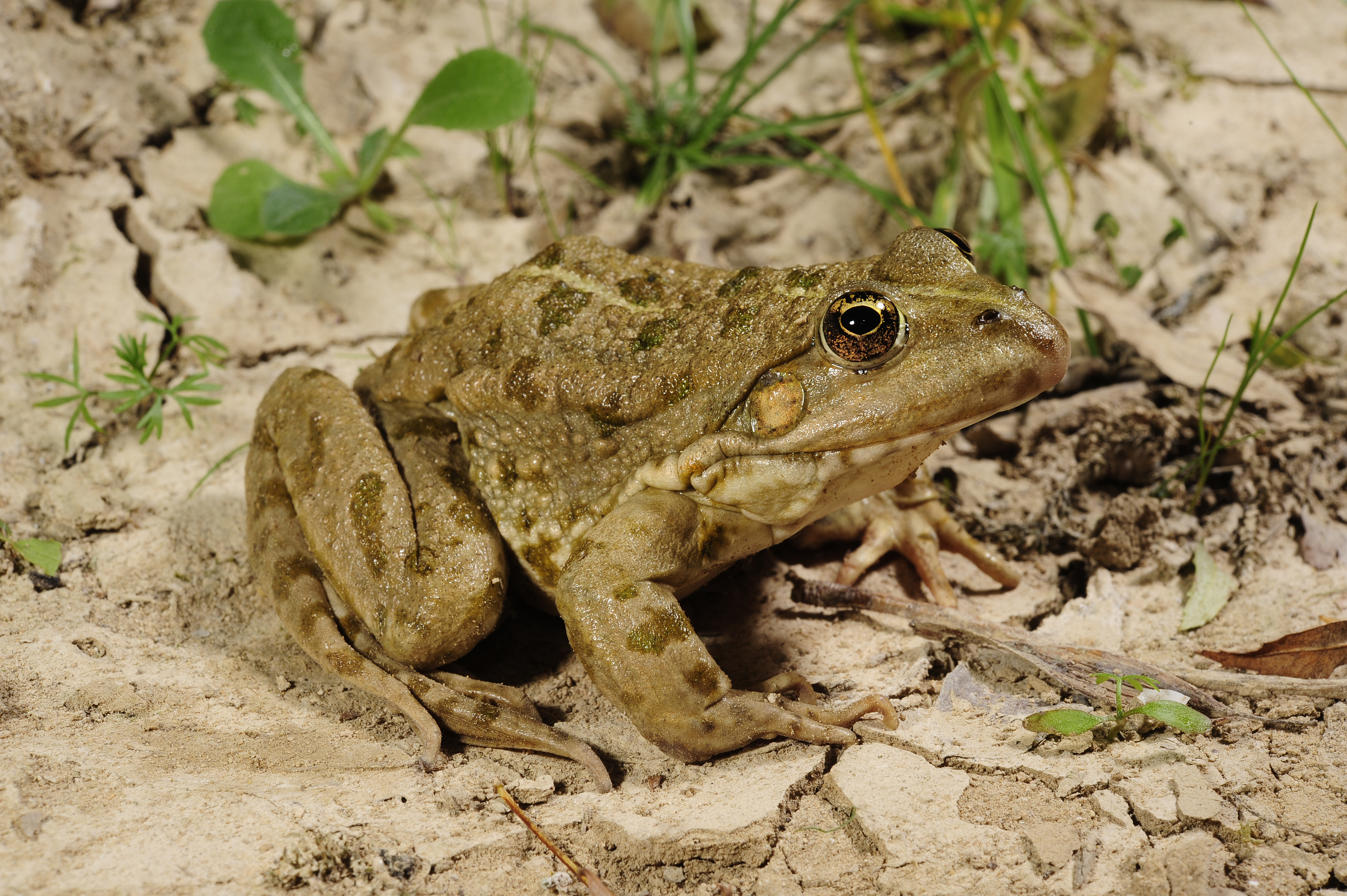
Pelophylax kl. grafi (P. perezi × P. ridibundus).
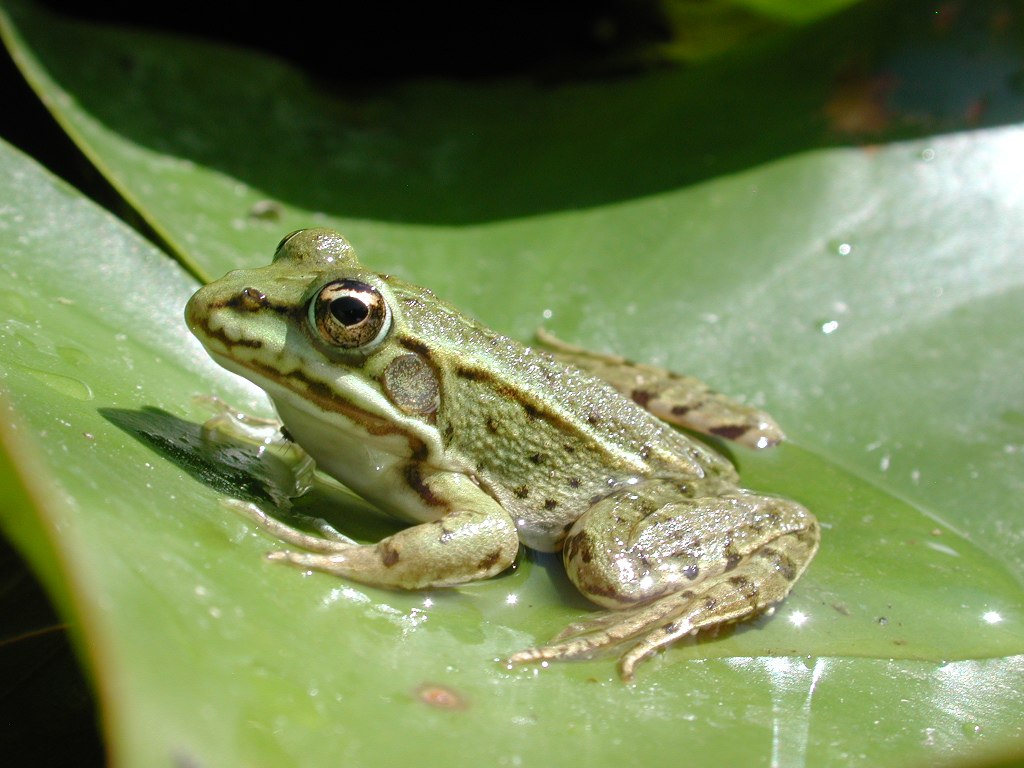
Pelophylax kl. hispanicus (P. bergeri × P. ridibundus).

### Poissons
Poecilia formosa, un poisson d'eau douce, se reproduit par gynogenèse.